# Добра Кућа
Добра Кућа је насељено место у општини Ђуловац (до 1991. Миоковићево), у западној Славонији, Република Хрватска.

## Историја
До територијалне реорганизације у Хрватској насеље се налазило у саставу бивше велике општине Дарувар.

## Становништво
По попису из 2011. године село је имало 15 становника.
| Националност       | 1991.       | 1981.       | 1971.        | 1961.        |
| Срби               | 59 (78,66%) | 74 (86,04%) | 115 (95,83%) | 142 (98,61%) |
| Хрвати             | 4 (5,33%)   | 3 (3,48%)   | 4 (3,33%)    | 1 (0,69%)    |
| Југословени        | 8 (10,66%)  | 8 (9,30%)   | 0            | 0            |
| остали и непознато | 4 (5,33%)   | 1 (1,16%)   | 1 (0,83%)    | 1 (0,69%)    |
| Укупно             | 75          | 86          | 120          | 144          |